# Ван Э, Эспен
Эспен ван Э (нидерл. Espen van Ee; род. 5 июля 2003, Эйсселстейн, Утрехт) — нидерландский футболист, полузащитник клуба «Херенвен».

## Клубная карьера
Ван Э — воспитанник клубов «Алфенс Бойз» и «Витесс». Летом 2023 года игрок подписал контракт с «Херенвеном». 2 сентября 2023 года в матче против «Гоу Эхед Иглз» он дебютировал в Эредивизи. 31 октября в поединке Кубка Нидерландов против «ВВВ-Венло» Эспен забил свой первый гол за «Херенвен».